# Hubert Bauer
Hubert Bauer (* 1. Juli 1892 in Klagenfurt; † 19. November 1970 ebenda) war ein österreichischer Beamter und Politiker (SDAP). 
Bauer wurde als Sohn von Hubert Bauer in Klagenfurt geboren. Er besuchte die Bürgerschule und absolvierte zwischen 1914 und 1918 den Militärdienst. Mit dem 1. August 1923 trat Bauer in den Beamtenstand und war bei der Burgenländischen Landesregierung in Eisenstadt, Abteilung Fürsorgedienst beschäftigt. Ab dem 1. Oktober war er Berufsvormund, mit 31. Oktober 1930 wurde er in den Ruhestand versetzt. In der Folge übersiedelte Bauer nach Klagenfurt. 
Bauer war 1923 Stadtrat und zwischen 1925 und 1929 Vizebürgermeister der Freistadt Eisenstadt. Er rückte am 9. November 1925 als Ersatz für Hans Morawitz in den Burgenländischen Landtag nach und schied mit dem 20. Mai 1927 wieder aus dem Landtag aus. 